# Tứ Lộc
Tứ Lộc là một huyện cũ thuộc tỉnh Hải Hưng, sau thuộc tỉnh Hải Dương. Tồn tại từ ngày 5 tháng 7 năm 1977 đến ngày 27 tháng 1 năm 1996.

## Vị trí địa lý và hành chính
Huyện Tứ Lộc có vị trí địa lý:
- Phía Bắc giáp thị xã Hải Dương và huyện Nam Thanh
- Phía Tây giáp huyện Cẩm Bình
- Phía Nam giáp huyện Ninh Thanh và huyện Vĩnh Bảo của thành phố Hải Phòng
- Phía Đông giáp huyện An Thụy của thành phố Hải Phòng

Huyện Tứ Lộc gồm thị trấn Gia Lộc và 50 xã: An Thanh, Bình Lăng, Cộng Lạc, Dân Chủ, Đại Đồng, Đại Hợp, Đoàn Thượng, Đông Kỳ, Đồng Quang, Đức Xương, Gia Hòa, Gia Khánh, Gia Lương, Gia Tân, Gia Xuyên, Hà Kỳ, Hà Thanh, Hoàng Diệu, Hồng Hưng, Hưng Đạo, Kỳ Sơn, Lê Lợi, Liên Hồng, Minh Đức, Ngọc Kỳ, Ngọc Sơn, Nguyên Giáp, Nhật Tân, Phạm Trấn, Phương Hưng, Phượng Kỳ, Quang Khải, Quang Minh, Quảng Nghiệp, Quang Phục, Quang Trung, Tái Sơn, Tân Hưng, Tân Kỳ, Tân Tiến, Thạch Khôi, Thống Kênh, Thống Nhất, Toàn Thắng, Yết Kiêu.

## Lịch sử
Huyện Tứ Lộc được thành lập vào ngày 5 tháng 7 năm 1977 trên cơ sở hợp nhất 2 huyện Tứ Kỳ và Gia Lộc. Khi hợp nhất, huyện Tứ Lộc có 51 xã: An Thanh, Bình Lãng, Cộng Lạc, Đại Đồng, Đại Hợp, Dân Chủ, Đoàn Thượng, Đông Kỳ, Đồng Quang, Đức Xương, Gia Hòa, Gia Khánh, Gia Lương, Gia Tân, Gia Xuyên, Hà Kỳ, Hà Thanh, Hoàng Diệu, Hồng Hưng, Hưng Đạo, Kỳ Sơn, Lê Lợi, Liên Hồng, Minh Đức, Nghĩa Hưng, Ngọc Kỳ, Ngọc Sơn, Nguyên Giáp, Nhật Tân, Phạm Trấn, Phương Hưng, Phượng Kỳ, Quang Khải, Quang Minh, Quảng Nghiệp, Quang Phục, Quang Trung, Tái Sơn, Tân Hưng, Tân Kỳ, Tân Tiến, Tân Kỳ, Thạch Khôi, Thống Kênh, Thống Nhất, Tiên Động, Toàn Thắng, Trùng Khánh, Tứ Xuyên, Văn Tố, Yết Kiêu.
Ngày 28 tháng 6 năm 1994, thành lập thị trấn Gia Lộc - thị trấn huyện lị huyện Tứ Lộc - trên cơ sở toàn bộ diện tích tự nhiên và dân số của xã Nghĩa Hưng.
Ngày 27 tháng 1 năm 1996, huyện Tứ Lộc lại được tách trở lại như trước khi hợp nhất, thành 2 huyện Tứ Kỳ và Gia Lộc:
- Huyện Gia Lộc có 18 đơn vị hành chính trực thuộc, bao gồm: 1 thị trấn: Gia Lộc (huyện lỵ) và 17 xã: Đoàn Thượng, Đồng Quang, Đức Xương, Gia Khánh, Gia Lương, Gia Tân, Hoàng Diệu, Hồng Hưng, Lê Lợi, Nhật Tân, Phạm Trấn, Quang Minh, Tân Tiến, Thạch Khôi, Thống Kênh, Thống Nhất, Toàn Thắng, Trùng Khánh, Yết Kiêu.
- Huyện Tứ Kỳ có 22 xã: An Thanh, Bình Lãng, Chí Minh, Cộng Lạc, Đại Hợp, Đại Sơn, Dân Chủ, Hà Kỳ, Hà Thanh, Hưng Đạo, Minh Đức, Ngọc Kỳ, Nguyên Giáp, Phượng Kỳ, Quang Khải, Quảng Nghiệp, Quang Phục, Quang Trung, Tái Sơn, Tân Kỳ, Tiên Động, Văn Tố.